# Lycée Saint-Joseph de Bressuire
Pour les articles homonymes, voir Lycée Saint-Joseph.
 (juillet 2020).
Si vous disposez d'ouvrages ou d'articles de référence ou si vous connaissez des sites web de qualité traitant du thème abordé ici, merci de compléter l'article en donnant les références utiles à sa vérifiabilité et en les liant à la section « Notes et références ».
Le lycée Saint-Joseph de Bressuire, anciennement Collège de Bressuire, et désigné familièrement sous cette appellation jusque dans les années 1950, et d'autres appellations comme « Pensionnat Saint-Joseph », « Institution Saint-Joseph », ou en abrégé « Saint-Jo de Bressuire » est un établissement scolaire français situé sur la commune de Bressuire dans le département des Deux-Sèvres. 
Déjà connu au XVIIe siècle, c'est aujourd’hui un établissement secondaire privé catholique sous contrat d’association, mixte depuis 1980, accueillant des pensionnaires et des externes sur son campus de La Bodinière.

## Classement du lycée
En 2018, le lycée se classe 4e sur 11 au niveau départemental en termes de qualité d'enseignement, et au niveau national. Le classement s'établit sur trois critères : le taux de réussite au bac, la proportion d'élèves de première qui obtient le baccalauréat en ayant fait les deux dernières années de leur scolarité dans l'établissement, et la valeur ajoutée (calculée à partir de l'origine sociale des élèves, de leur âge et de leurs résultats au diplôme national du brevet).

## Histoire

### Ancien Régime
Jusqu'à plus ample informé, la première mention spécifique du Collège de Bressuire proprement dit dans les archives remonte à 1676 quand son principal Boutineau obtient un arrentement en sa faveur. Mais son histoire est probablement plus ancienne comme héritier des « écoles de grammaire » de la baronnie de Bressuire au Moyen Âge. Au XVIIIe siècle, plus précisément en 1730, le Collège de Bressuire occupe déjà le Logis Le Louvre, rue de Genevière (aujourd’hui rue René Héry) acheté par la ville et un bienfaiteur, de Vrie (il s'y trouvait encore au XXe siècle jusqu'en 1926). Il s'étend dans des bâtiments voisins pour former « l'Hôtel de Versailles ». Après la séparation de l'Église et de l'État en 1905, les bâtiments reviennent à la ville, mais le collège subsiste dans ses locaux du XVIIe siècle avec ses maîtres grâce à un bail renouvelé chaque année par la municipalité. Il déménage en 1926 dans l'Hôtel de Ridejeu, 1 rue du Temple, donnant aujourd'hui sur la Place du Millénaire, ayant appartenu la famille de La Rochejaquelein. En 1933, il commence à utiliser pour certaines activités la propriété de La Bodinière qu'il finit par acheter en 1956. L'internat du second cycle y déménage en 1958 pour constituer l'actuel Lycée Saint-Joseph.
Le premier enseignant connu à Bressuire est Guillaume Fortescu qui est maître des écoles de grammaire en 1457. En 1749, le principal du collège est l'abbé Hullin (Noms des habitants de Bressuire qui ont signé le tarif). Avant la Révolution, le collège jouit d'une excellente réputation dans l'Ouest de la France. 

### La Révolution
Certains de ses élèves deviendront des révolutionnaires, comme André Charles Mercier du Rocher, administrateur du département de la Vendée, connu pour ses mémoires acerbes qui documentent les Guerres de Vendée. En classe de rhétorique (la classe de première actuelle) , en 1770, il s'illustre localement par un compliment en vers adressé à Pierre-Paul Gilbert des Voisins, greffier en chef du Parlement de Paris, alors exilé à Bressuire.
Durant les Guerres de Vendée, Bressuire est vidé de ses habitants et le collège est incendié. 

### Empires, Restaurations
Grossièrement restauré, il sert de caserne de 1804 à 1806. En 1805, l'abbé Senille, un de ces prêtres clandestins qui maintenait le culte catholique dans les campagnes dévastées pendant les Guerres de Vendée, réorganise dans sa cure de Saint-Porchaire une école cléricale qui permet d'envisager la réouverture du collège. À la demande des habitants, la municipalité décide de redonner vie à l'institution après d'indispensables travaux d'aménagement, et confie en 1807 à l'évêque de Poitiers le soin de rouvrir l' école secondaire ecclésiastique dans le but d'y former à nouveau de « dignes ministres à l'Église et des sujets fidèles et utiles à l'État » ; elle autorise le collège à prendre des pierres dans les murs écroulés de la ville pour construire une nouvelle aile. C'est sous la direction de l'abbé Meschain, curé de Saint-Amand-sur-Sèvre où il venait de fonder un petit séminaire (École cléricale de Saint-Amand), que le collège retrouve peu à peu à partir de 1808, au milieu d'innombrables difficultés, la qualité de l'enseignement qui avait fait sa réputation auprès de la noblesse et la bourgeoisie du Bocage. Le pensionnat se double d'un séminaire à cette époque. 
La pénurie d'enseignants dans les décennies qui ont suivi la Révolution française font alors du collège de Bressuire une institution régionale. En 1811, un décret impérial le déplace à Niort avant de le rétablir à Bressuire vers 1814. Au XIXe siècle, l'institution connaît plusieurs migrations apparemment avec enseignants et pensionnaires. Il essaime successivement à Montmorillon et à Thouars avant un retour définitif à Bressuire en 1868 comme collège-séminaire dans ses locaux historiques.
L'actuel Lycée Saint-Joseph de Bressuire doit son nom à l'absorption du collège Saint-Joseph de Coulonges-Thouarsais en 1890 par le collège de Bressuire. L'ancien directeur de Coulonges-Thouarsais, l'abbé Coutault, devient le supérieur de l'établissement renforcé. En 1876, Dom Séraphin Gabard lui succède quand l'évêque de Poitiers confie la direction du collège aux pères augustiniens, chanoines réguliers du Latran, venant de l'Abbaye de Beauchêne voisine de Bressuire. Le président de la République française y est toujours titulaire d'une stalle comme « premier et unique chanoine d'honneur » de la basilique Saint-Jean-de-Latran à Rome ; pour singulière qu'elle soit, cette référence au chef de l'État permet alors de souligner que la mission du collège n'est pas seulement de former de bons chrétiens, mais aussi des citoyens éclairés. Ces chanoines réguliers, dont un certain nombre de pères flamands venus de Belgique, dirigés dans les années 1940-1950 par dom Hubert Wissers, impriment une pensée augustinienne quelque peu teintée de jansénisme génovefain au collège ; ils continuent d'y enseigner jusqu'à la fin des années 1950 (le dernier chanoine augustinien permanent, dom Rademaker, quitte le collège en 1957 pour devenir missionnaire au Kivu, Congo belge).

### De laIIIeà laVeRépublique
Cependant en 1896, la direction du collège revient aux prêtres du diocèse. 
Entre l'arrivée du chanoine Logeais comme supérieur du collège en 1931, jusqu'au déménagement du second cycle au Parc de La Bodinière en 1958, le collège est traversé par des tendances modernistes inspirant des expériences pédagogiques parfois hardies, s'opposant ou alternant avec des courants conservateurs. Le chanoine Logeais instaure une pédagogie de la proximité ; tels les péripatéticiens de l'antiquité, il arpente avec les grands élèves les cours en philosophant ; il surgit dans les études pour faire part soudain d'une idée qui l'anime. 
L'abbé Grellier comme supérieur imprime fortement sa marque au collège jusqu'en 1931 dans un contexte politique agité par les lois sur l'éducation et la séparation de l'Église et de l'État. Jusqu'à son déménagement au Parc de La Bodinière en 1958, le cœur du Collège Saint-Joseph reste le pensionnat animé par les humanités classiques (on commence l'étude du grec dès la sixième jusque dans les années 1950).  
Une première expérience d'enseignement professionnel permet l'ouverture d'une section agricole sous la direction de M. de Ribou à la ferme de Chachon de 1945 à 1951. Avec le potager de la propriété de La Bodinière, cette ferme de Chachon dépendant du Collège fournit un appoint d'approvisionnement pendant les années difficiles de la Seconde Guerre mondiale et de l'après-guerre. Les travaux pratiques des élèves contribuent ainsi à l'alimentation du Collège. Jusqu'à la fin des années 1950, la ferme de Chachon sert aussi de cadre pour les promenades du dimanche et pour des activités sportives.
Pendant la Seconde Guerre mondiale, le Collège de Bressuire est marqué par l'idéologie du Renouveau national comme beaucoup d'autres établissements secondaires. On peint un slogan patriotique déguisé sur l'estrade du réfectoire "Dieu aime les Franc[ai]s" par lequel il faut entendre que Dieu est du côté de la France et que travailler à la libération du pays est un devoir religieux. En même temps le collège est un foyer de résistance à l'occupant. Deux professeurs se font remarquer dans la Résistance. Depuis le collège,  Maurice Crozet dirige la section F.T.P. de Bressuire. Et Jean Leclère fait homologuer son groupe, jusque là informel, de résistants du collège le 1er mars 1944. Ils reçoivent leur premier parachutage d'armes le 22 juillet 1944.

### Installation à la Bodinière
À la mort de l'Abbé Grellier en 1949, le collège entre dans une « période de glaciation » avec son nouveau supérieur le Chanoine Mathé (sur les photos, il soigne sa ressemblance avec le pape Pie XII avec ses lunettes cerclées de métal). Il exige une discipline sans faille, il renforce l'enseignement du latin, créant une classe de septième classique confiée à sa sœur, d'âge canonique, afin que de bons éléments entrent en sixième connaissant déjà leurs déclinaisons. Un laïc, peut-être un ancien militaire, pratique un enseignement du sport particulièrement vigoureux. Le projet du père supérieur est de « donner une élite catholique au Bocage vendéen ». Une anecdote rapportée par des anciens vers 2005 reflète l'opposition que rencontrent ses méthodes autoritaires. Une main mystérieuse aurait écrit sur les murs du réfectoire « Maté, Tefes, Pares » (Mathé, tes fesses paraissent), rappelant le banquet de Nabuchodonosor. 
Après la démission du chanoine Mathé, c'est une équipe dynamique de jeunes prêtres qui anime le collège sous la conduite bienveillante du chanoine Mousset le nouveau supérieur.
Sans sortir du cadre disciplinaire traditionnel des internats classiques, l'institution entreprend dans les années 1950 un renouvellement pédagogique ; en particulier l'abbé Léon Marolleau, préfet des études et professeur de latin en second cycle, jette progressivement les bases d'une future « république des élèves ». Celle-ci verra, après 1960, un début de réalisation sous la forme de La Régence de la Bodinière. 
De son côté, l'abbé Guy Bouvier, professeur d'anglais, visite les États-Unis au milieu des années 1950, fait rare à l'époque, et en rapporte de nouvelles orientations : ouverture sur les cultures du monde, technologies de l'information et de la communication (avant l'expression), création d'un magazine sonore enregistré en studio avec les tout premiers magnétophones et diffusé par haut-parleur chaque dimanche soir (La Grappe, Jean-Marie Grassin, rédacteur en chef), installation d'une salle de cinéma dans l'enceinte du collège... ; cette modernité s'accommode d'un certain conservatisme religieux (à la différence de ses collègues prêtres de l'institution, l'abbé Bouvier rejoint alors le camp des traditionalistes avec Mgr Lefebvre après le Concile de Vatican II).
Depuis l'installation du Collège à La Bodinière à partir des années 1960, des filières modernes, techniques ou professionnelles innovantes lui donnent une nouvelle personnalité.

### La préparation de Mai 1968
Dans un article intitulé Quand Krivine et Sauvageot préparaient Mai 68, paru le 15 mai 1998 dans Le Courrier de l'Ouest, Christian Desbois rapporte des témoignages fait par le personnel ancien de l'établissement à l'occasion du trentième anniversaire de Mai 68. En 1966, à la demande d'un ancien élève devenu étudiant à la nouvelle faculté de Nanterre, un groupe d'étudiants avait obtenu de l'abbé Léon Marolleau, préfet des études, et du chanoine Mousset, le supérieur, de prêter les locaux à un groupe de quelque quatre-vingts activistes pour un stage qui a eu lieu au début de l'été dans la Salle Saint-Joseph. Le stage se renouvela en juillet 1966 avec des étudiants plus nombreux, plus turbulents, avec une certaine excentricité vestimentaire, un comportement libertaire, et des chants de l'Internationale, selon le témoignage de l'abbé Marolleau. Lorsque les images de Mai 1968 furent diffusées, les cuisiniers et l'intendant qui travaillaient l'été d'avant furent étonné de reconnaître de nombreux participants parmi les leaders révolutionnaire, en particulier  Cohn-Bendit, et des personnages qui n'étaient pas étudiants à Nanterre comme Krivine, Sauvageot, Geismar. Le Chanoine Mousset en avait conclu que les évènements de 1968 n'avaient pas été un mouvement spontané, mais l'aboutissement d'une opération qui avait été préparée plusieurs années à l'avance, entre autres à l'occasion de ces stages révolutionnaires auxquels le lycée avait de fait participé.

### Depuis 1968
En 1980, l'établissement devient mixte par la fusion avec l'Institution Notre-Dame, elle-même héritière du pensionnat des Cordelières d'avant la Révolution. 
En 1981, le premier cycle se sépare de ce qui prend le nom de Lycée Saint-Joseph pour former le Collège Notre-Dame dans les locaux du pensionnat des sœurs de la Sagesse. Le second cycle reste à La Bodinière sous le régime des lycées privés en contrat avec l'État. C'est alors que commence à se développer un enseignement supérieur par les classes préparatoires aux grandes écoles. 
À la Bodinière, c'est progressivement une équipe le laïcs avec une forte proportion de professeur agrégés ou certifiés qui prend en mains la direction du lycée.

## Formationsactuelles[évasif]
- Classes préparatoires aux grandes écoles
- Centre de formation continue
- Enseignement supérieur : le lycée Saint-Joseph de Bressuire propose certains BTS en alternance (BTS Management commercial opérationnel ; BTS Gestion de la PME ; BTS Services Informatiques aux Organisations - SIO ; BTS Négociation et Digitalisation de la Relation Client - NDRC). Ce lycée propose aussi d'autres formations d'enseignement supérieur tels que la préparation du titre professionnel de secrétaire comptable, du Diplôme National des Métiers d'Arts et du Design - DNMADE - et du Diplôme de Technicien des Métiers du Spectacle - DTMS. Toutes ces formations se trouvent au pôle Campus La Futaie.
- MANAA (Mise A Niveaux Arts Appliqués)
- Le pôle Campus La Futaie propose aussi certaines certifications telles que celles du TOEIC et du TOSA
- Le lycée professionnel comporte plusieurs pôles : le Pôle tertiaire (CAP Équipier polyvalent du commerce - EPC ; Bac pro Métiers du commerce et de la vente), le Pôle Mode (Bac pro Métiers de la mode vêtement), le Pôle industriel (CAP Ébéniste ; Bac pro Technicien Menuisier Agenceur - TMA), et le Pôle art (CAP Signalétique et Décors Graphiques - SDG ; Bac pro Communication Visuelle et Plurimédia - CVP).
- Le lycée compte aussi un Pôle général qui propose des formations technologiques (Sciences et Technologies du Management et de la Gestion - STMG ; Sciences et Technologies du Design et des Arts Appliqués - STD2A) et des formations générales avec 8 spécialités (Histoire-Géographie, Géopolitique et Sciences politiques ; Humanités, Littérature et Philosophie, Langues, Littératures et Cultures étrangères ; Mathématiques ; Numérique et Sciences informatiques ; Physique-Chimie ; Science de la Vie et de la Terre ; Sciences Économiques et Sociales) et certaines options (LVC Russe ; Arts ; Latin ; Théâtre ; Mathématiques expertes ; Mathématiques complémentaires ; Droits et grands enjeux du monde contemporain)
- Accueil spécialisé des Adolescents Intellectuellement Précoces (AIP)
- Tous les deux ans, les élèves font un spectacle appelé Défilé des Talents destiné à montrer les savoir-faire de chacun des pôles et des élèves[6],[7].

## Anciens élèves
- André Charles Mercier du Rocher (La Rochelle 1753 - Fontenay-le-Comte 1816), mémorialiste, ardent révolutionnaire, administrateur du département de la Vendée
- Jean-Michel Bernier, maire de Bressuire
- Olivier Binet, Dr en médecine spécialité Dermato-vénérologie, ancien chef de service à la Fondation Adolphe de Rothschild
- Michel Chatry, polytechnicien, président du Souvenir vendéen
- Philippe Gaury, professeur, diplômé du CNAM, attaché territorial, auteur poitevin et normand, historien de la Vendée
- Jean-Marie Grassin, professeur émérite de l'Université de Limoges, ancien vice-président pour les relations internationales de l'Université de Limoges, fondateur de l'ONG Université de la Francophonie, dont l'Ecole doctorale française du Brésil (Cr. Palmes acad.)
- Dom Fourier Bonnard (Mgr), augustin chanoine de Latran, historien, poète
- Christian Valteau, maire de Thouars
- Françoise Carras-Ardillier, professeur émérite de l'Université d'Orléans, historienne et géographe de l'Arménie, vice-présidente de la Société de géographie.
- Robert Charron, boxeur, champion de France des poids moyens
- Jean Blanvillain, le chansonnier Jamblan
- Jean-Claude Morin, inspecteur d'académie (décédé 2003), historien, époux d'Élisabeth Morin
- Jean-Paul Chiron, pharmacien (Tours, 1970), professeur des universités (bactériologie-virologie), doyen honoraire de la faculté des sciences pharmaceutiques de Tours (1981-1988), secrétaire général honoraire (2002-2010) et président honoraire de l'Académie nationale de pharmacie (2012)
- Jean Fauque, écrivain, musicien et parolier pour Alain Bashung, Johnny Hallyday entre autres.